# Tour Internacional dels Zibans
El Tour Internacional dels Zibans és una competició ciclista per etapes que es disputa a Algèria. Creada el 2018, la cursa forma part de l'UCI Àfrica Tour en categoria 2.2.

## Palmarès
| Any  | Vencedor      | Segon             | Tercer          |
| ---- | ------------- | ----------------- | --------------- |
| 2018 | Abdellah Hida | Abel Teweldemedhn | Florian Deriaux |